# Laingia jaumotti
Laingia jaumotti är en nässeldjursart som beskrevs av Bouillon 1978. Laingia jaumotti ingår i släktet Laingia och familjen Laingiidae. Inga underarter finns listade i Catalogue of Life.